# Wohnhaus Am Moorgraben 4
Das Wohnhaus Am Moorgraben 4, nördlich vom Zentrum Hoyerhagen in der niedersächsischen Samtgemeinde Grafschaft Hoya, stammt aus dem 17. Jahrhundert.
Das Gebäude steht unter Denkmalschutz (siehe auch Liste der Baudenkmale in Hoyerhagen).

## Beschreibung
Das eingeschossige traufständige Zweiständer-Hallenhaus in Fachwerk mit Putzausfachungen sowie mit reetgedecktem Krüppelwalmdach mit Uhlenloch und niedersächsischen Pferdeköpfen wurde 1689 (Inschrift über der Grooten Door) gebaut. Das Innengerüst ist von 1689 oder älter. Die linke Reihe der Dachbalken und Sparren sind vollständig erhalten. Die Fachwerkaußenwand wurde an der Südwand teilweise massiv ersetzt. Die Flettür (Tür zur Küche) stammt von 1734 (Inschrift).
Das Niedersächsische Landesamt für Denkmalpflege befand: „… geschichtliche Bedeutung … durch beispielhafte Ausprägung eines niederdeutschen Hallenhauses in Vierständerkonstruktion als reetgedeckte Variante aus dem 17. Jahrhundert mit gutem Überlieferungszustand …“